# Bloemdek

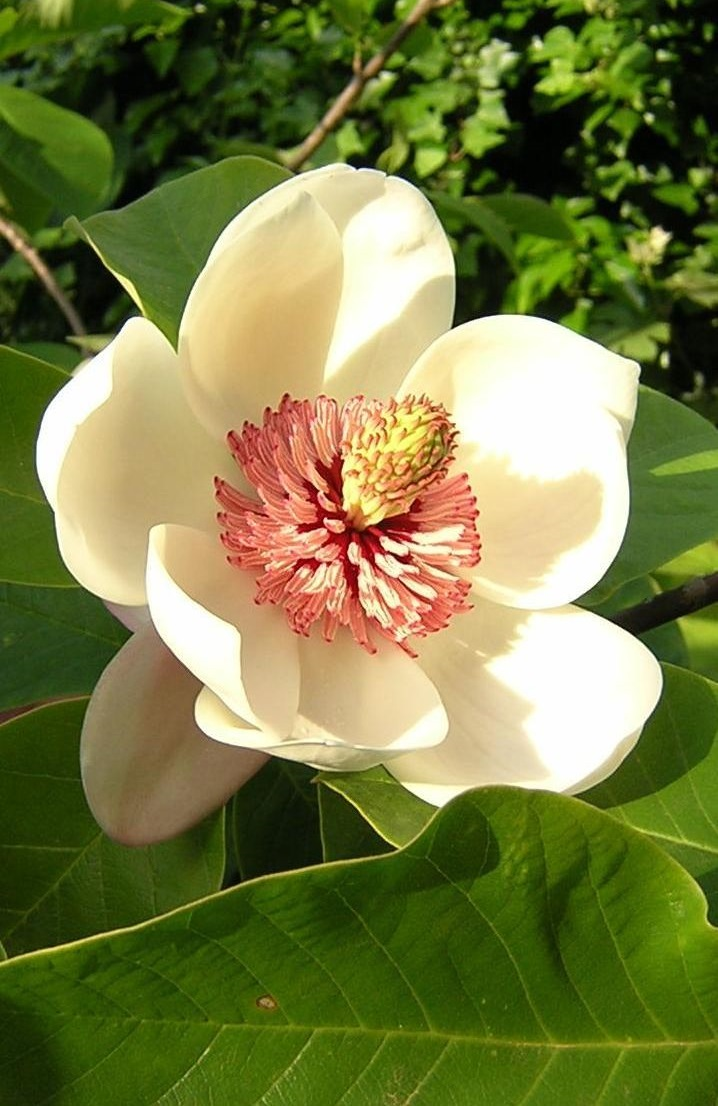
Magnolia: geen differentiatie in kelk en kroon

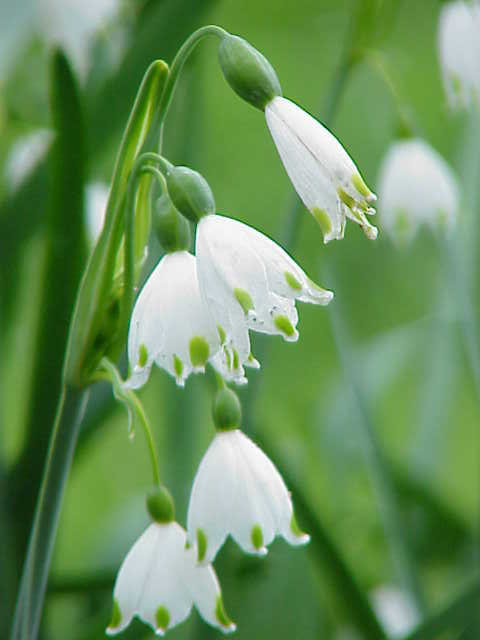
Leucojum: kelk en kroon zijn niet meer van elkaar te onderscheiden: ze hebben dezelfde kleur en zijn onderling vergroeid

Een bloemdek of perigonium maakt deel uit van een bloem. In algemene zin is het zo dat ook kroon en kelk samen een bloemdek vormen, de bloembekleedselen of periant, maar in de regel wordt de term bloemdek alleen gebruikt als er geen duidelijk onderscheid is tussen kroon en kelk, dus als kroonbladeren en kelkbladeren ongeveer dezelfde grootte, vorm en kleur hebben, of als er helemaal geen differentiatie is in kelk en kroon.
Als er geen differentiatie is in kelk en kroon worden de delen "tepalen" genoemd (zoals bij Magnolia). Als het bloemdek bestaat uit een vergroeide kelk en kroon kunnen eventueel te onderscheiden delen "bloemdekslippen" genoemd worden.
Voorbeelden: Zeekraal. Bij de tulp en de bosanemoon is geen sprake van een perigonium, omdat bij deze soorten de kroonbladen ontbreken.

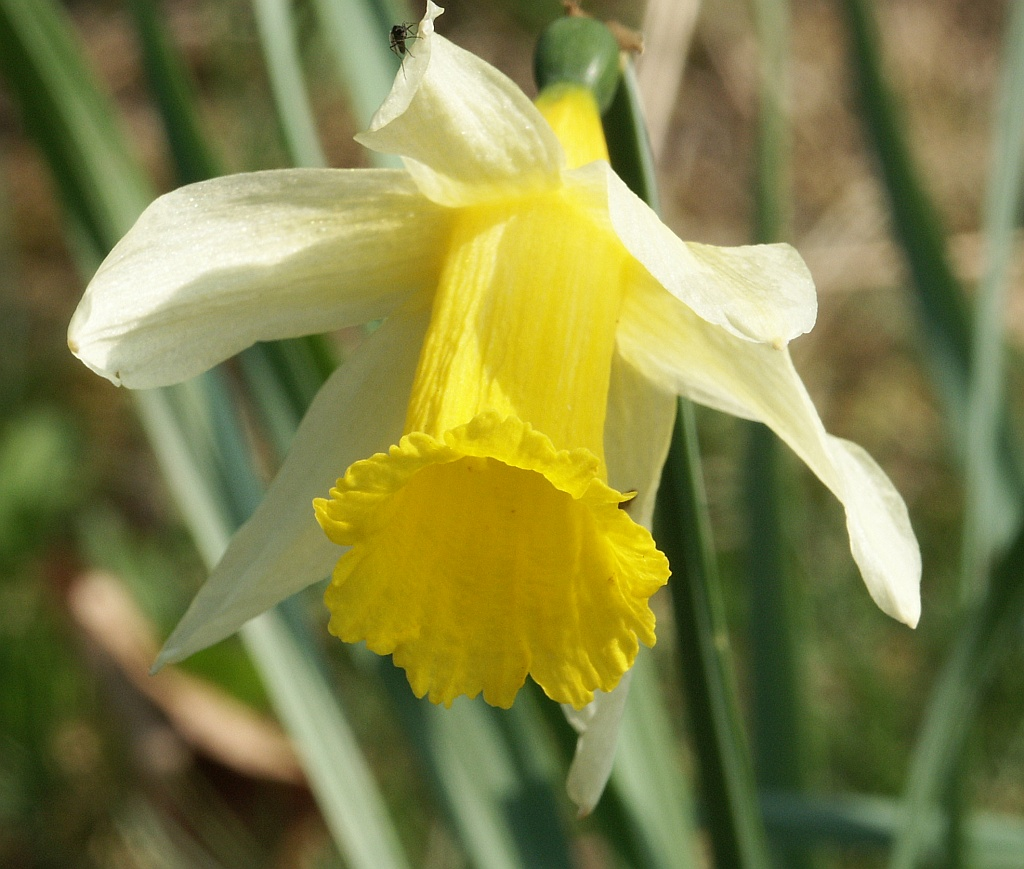
Bloemdek met niet alleen zes bloemdekslippen maar ook een bijkroon